# USS LST-72
O USS LST-72 foi um navio de guerra norte-americano da classe LST que operou durante a Segunda Guerra Mundial.